# Комитет государственной безопасности Белорусской ССР
Комите́т госуда́рственной безопа́сности Белорусской ССР (КГБ Белорусской ССР, бел. Камітэт дзяржаўнай бяспекі Беларускай ССР) — республиканский орган государственного управления в сфере обеспечения государственной безопасности в структуре аппарата КГБ СССР.
С 1954 года по 1977 год носил название «Комитет государственной безопасности при Совете Министров Белорусской ССР». С 1978 года по 1991 год именовался «Комитет государственной безопасности Белорусской ССР» и работал в структуре аппарата КГБ СССР.

## История КГБ Белорусской ССР

### Предшественники
20 декабря 1917 года образована Всероссийская чрезвычайная комиссия по борьбе с контрреволюцией и саботажем (ВЧК) (глава — Ф. Э. Дзержинский). Создание и становление национальной спецслужбы на белорусской земле осуществлялось в непростых условиях. С первых дней своего существования ЧК защищала суверенитет и территориальную целостность государства, вела борьбу с разведывательно-подрывной деятельностью иностранных государств, антисоветскими заговорами и многочисленными бандами, состоявшими из остатков разгромленных белых армий и уголовных элементов.
В 1920-е годы чекисты принимали непосредственное участие в решении сложнейших народнохозяйственных и социальных проблем: борьбе с голодом, разрухой и перебоями в работе транспорта, эпидемией тифа, содействовали заготовкам продовольствия и топлива, спасали беспризорных и измученных голодом детей.
После окончания Гражданской войны необходимость в специальном органе, имевшем чрезвычайные права и полномочия, отпала и ЧК была упразднена. Ее преемником стало образованное 1 марта 1922 года Государственное политическое управление при Центральном Исполнительном комитете Белоруссии (ГПУ БССР), которое возглавил Я. К. Ольский. Основной задачей этих органов являлась борьба со шпионажем, диверсиями и террором. Их сотрудники осуществляли сложные оперативные мероприятия против зарубежных подрывных организаций, действовали высокопрофессионально и результативно. В ходе одной из таких операций в августе 1924 года был выведен из-за границы и арестован в Минске руководитель террористической организации «Народный союз защиты родины и свободы» (НСЗРиС) Борис Савинков.
В октябре 1930 года на закрытом заседании ЦК КП(б)Б председатель ГПУ БССР Г. Я. Рапопорт сообщил о раскрытии в республике контрреволюционной организации национальной интеллигенции в Наркомате просвещения, АН БССР, различных ВУЗах (в том числе БГУ) из нескольких сот человек под названием «Саюз вызвалення Беларусi». Несмотря на «выбивание» нужных признаний и показаний, массированную пропагандистско-разоблачительную кампанию по подготовке общественного мнения, организовать судебный процесс по типу суда над «Союзом освобождения Украины» не удалось. 10 апреля 1931 года внесудебным постановлением Судебной коллегии ОГПУ за принадлежность к этой организации было осуждено 86 человек, среди них В. Игнатовский (покончил жизнь самоубийством в середине следствия), Д. Жилунович, В. Ластовский, А. Балицкий, Д. Прищепов, А. Адамович, Ф. Имшеник, А. Адамович и другие. В ходе дела репрессиям подверглась националистически ориентированная часть белорусской интеллигенции.
15 июля 1934 года ГПУ БССР переименовано в НКВД БССР, которое возглавил Л. М. Заковский.
В 1937—1938 годах сотрудниками управления госбезопасности НКВД БССР было придумано «Объединенное антисоветское подполье» в БССР, как общее название для целого ряда дел по разгрому «антисоветских диверсионно-вредительских, шпионских, террористических и повстанческих организаций». С августа 1937 года по июнь 1938 года было арестовано и расстреляно 34 из 64 членов ЦК, 8 из 21 кандидата в члены ЦК. В числе осужденных оказались 40 народных комиссаров и их заместителей, 24 секретаря окружных, городских и районных комитетов КПБ, 20 председателей окружных, городских и районных исполнительных комитетов советов, 25 академиков и научных сотрудников АН БССР, 20 писателей.
За период 1935—1940 годов в БССР было вынесено 28 425 расстрельных приговоров, сотни тысяч человек были подвергнуты репрессиям. Хотя основной ударной силой террора стали органы НКВД, его сотрудники сами зачастую становились жертвами этих чисток: сталинским репрессиям подверглись также около 20 тысяч сотрудников НКВД. С 1954 по 2000 год около 200 000 жертв политических репрессий в БССР были реабилитированы.
В предвоенное время, период Великой Отечественной войны и послевоенные годы — многочисленные реорганизации органов госбезопасности БССР в соответствии со структурой органов госбезопасности СССР (НКГБ — НКВД — МГБ — МВД).
C 1941 по 1945 оперативными группами НКВД-НКГБ БССР были выявлены и обезврежены 22 разведывательно-диверсионные школы абвера, 36 резидентур и свыше 6,5 тысяч агентов немецкой разведки. Погибло 360 сотрудников госбезопасности республики, 254 получили ранения, 60 человек пропали без вести. 14 чекистов удостоены высокого звания Героя Советского Союза.

### Появление КГБ Белорусской ССР
В середине 1950-х годов начался новый, противоречивый и сложный этап развития советского общества, потребовавший реорганизации органов государственной безопасности. Перед органами Комитета государственной безопасности были поставлены следующие задачи: ведение разведывательной работы в капиталистических странах, борьба со шпионской, диверсионной, террористической и иной подрывной деятельностью иностранных разведок внутри страны, борьба с вражеской деятельностью антисоветских элементов внутри СССР, контрразведывательная работа в Вооруженных силах, организация шифровального и дешифровального дела, охрана руководителей партии и правительства.
13 марта 1954 года проведена реформа МВД СССР, в ходе которой был образован Комитет государственной безопасности (КГБ) при Совете Министров (СМ) СССР.
19 мая 1954 года образован КГБ при СМ БССР во главе с А. И. Перепелицыным.
В декабре 1978 года образован самостоятельный КГБ СССР и созданы соответствующие республиканские структуры.

### Роспуск
27 июля 1990 г. Верховный Совет БССР принял Декларацию о государственном суверенитете. 25 августа 1991 г. белорусские законодатели придали Декларации статус конституционного закона. Начался новый этап развития белорусского государства.
Все это непосредственно сказалось и на деятельности белорусских органов государственной безопасности. С переименованием Белорусской ССР в сентябре 1991 г. в Республику Беларусь КГБ БССР был переименован в КГБ Республики Беларусь. Изменились функции и задачи чекистского аппарата. Одной из главных его задач стала защита конституционного строя и государственного суверенитета молодого белорусского государства, его экономических и политических интересов.

## Структура
- Руководство (председатель, заместители председателя, члены КГБ, партком);
- Секретариат;
- Инспекторское управление — до 1970 года — Инспекция при председателе, в 1967 году восстановлена, в 1959 году Инспекция преобразована в Аппарат помощника председателя;
- 1-е Управление (разведка);
- 2-е Управление (контрразведка);
- Управление «ОП» (борьба с организованной преступностью) — до 1990 или 1991 года — 3-е Управление (контрразведывательное обеспечение МВД), созданное в сентябре 1983 года;
- 4-е Управление (секретно-политическое) — упразднено в марте 1960 года с передачей функций во 2-е Управление;
- 4-е Управление (контрразведывательное обеспечение объектов транспорта) — создано в 1981 году;
- 5-е Управление (экономическое) — упразднено в марте 1960 года с передачей функций во 2-е Управление;
- Управление «З» (защита конституционного строя) — до 1989 года — 5-е Управление (борьба с идеологической диверсией), созданное в 1967 году;
- 6-е Управление (контрразведывательное обеспечение экономики) — создано в 1982 году;
- 7-е Управление (наружное наблюдение);
- Оперативно-техническое управление — создано в 1959 году на базе 2-го, 3-го, 4-го, 5-го и 6-го спецотделов;
- 8-й отдел (шифровально-дешифровальный)
- 9-й отдел или Управление (охрана руководителей партии и правительства);
- 2-й спецотдел (применение опертехники) — упразднен в 1959 году с передачей функций в Оперативно-техническое управление;
- 3-й спецотдел (изготовление средств тайнописи, документов для оперативных целей, экспертиза документов и почерков) — упразднен в 1959 году с передачей функций в Оперативно-техническое управление;
- 4-й спецотдел (радиоконтрразведка) — упразднен в 1959 году с передачей функций в Оперативно-техническое управление;
- 5-й спецотдел (изготовление опертехники) — упразднен в 1959 году с передачей функций в Оперативно-техническое управление;
- 6-й спецотдел (создан в 1955 году, перлюстрация телеграфной и почтовой корреспонденции) — упразднен в 1959 году с передачей функций в Оперативно-техническое управление;
- 10-й отдел (до 1966 года — учетно-архивный отдел)
- Отдел правительственной связи (до 1959 года — отдел «С» (правительственная связь));
- Следственный отдел;
- Тюремный отдел (упразднен в 1959 году);
- Управление кадров (до 1985 года — отдел кадров);
- Мобилизационный отдел;
- Вспомогательные подразделения.

## Руководство КГБ БССР

### Председатель ЧК БССР
| Имя                                        | Дата назначения на должность | Дата снятия с должности |
| ------------------------------------------ | ---------------------------- | ----------------------- |
| Яркин, Виктор Иванович (1889—1937)         | 22 января 1918               | 1920                    |
| Ротенберг, Александр Иосифович (1889—19**) | 1920                         | 1 июня 1921             |

### Председатель ГПУ при СНК БССР
| Имя                                      | Звание              | Дата назначения на должность | Дата снятия с должности |
| ---------------------------------------- | ------------------- | ---------------------------- | ----------------------- |
| Ольский, Ян Каликстович (1898—1937)      |                     | 1 июня 1921                  | 1 февраля 1923          |
| Пинталь, Станислав Францевич (1894—1937) | капитан ГБ          | 1 февраля 1923               | 1 марта 1924            |
| Медведь, Филипп Демьянович (1889—1937)   |                     | 7 апреля 1924                | 3 декабря 1925          |
| Пилляр, Роман Александрович (1894—1937)  | комиссар ГБ 2 ранга | 3 декабря 1925               | 1 ноября 1929           |
| Рапопорт, Григорий Яковлевич (1890—1938) | комиссар ГБ 3 ранга | 1 ноября 1929                | 20 марта 1931           |
| Реденс, Станислав Францевич (1892—1940)  | комиссар ГБ 1 ранга | 1 мая 1931                   | 1 июня 1931             |
| Матсон, Герман Петрович (1896—1938)      | комиссар ГБ 1 ранга | 27 июня 1931                 | 4 апреля 1932           |
| Заковский, Леонид Михайлович (1894—1938) | комиссар ГБ 1 ранга | 10 апреля 1932               | 10 июля 1934            |

### Народный комиссар внутренних дел БССР
| Имя                                       | Звание              | Дата назначения на должность | Дата снятия с должности |
| ----------------------------------------- | ------------------- | ---------------------------- | ----------------------- |
| Заковский, Леонид Михайлович (1894—1938)  | комиссар ГБ 1 ранга | 15 июля 1934                 | 10 декабря 1934         |
| Леплевский, Израиль Моисеевич (1896—1938) | комиссар ГБ 2 ранга | 10 декабря 1934              | 28 ноября 1936          |
| Молчанов, Георгий Андреевич (1897—1937)   | комиссар ГБ 2 ранга | 28 ноября 1936               | 3 февраля 1937          |
| Берман, Борис Давыдович (1901—1939)       | комиссар ГБ 3 ранга | 4 марта 1937                 | 22 мая 1938             |
| Наседкин, Алексей Алексеевич (1897—1940)  | майор ГБ            | 22 мая 1938                  | 17 декабря 1938         |
| Цанава, Лаврентий Фомич (1900—1955)       | старший майор ГБ    | 17 декабря 1938              | 15 марта 1946           |
| Цанава, Лаврентий Фомич (1900—1955)       | комиссар ГБ 3 ранга | 17 декабря 1938              | 15 марта 1946           |
| Цанава, Лаврентий Фомич (1900—1955)       | Генерал-лейтенант   | 17 декабря 1938              | 15 марта 1946           |

### Министр Государственной безопасности БССР
| Имя                                   | Звание            | Дата назначения на должность | Дата снятия с должности |
| ------------------------------------- | ----------------- | ---------------------------- | ----------------------- |
| Цанава, Лаврентий Фомич (1900—1955)   | Генерал-лейтенант | 15 марта 1946                | 29 октября 1951         |
| Баскаков, Михаил Иванович (1905—1968) | Генерал-майор     | 6 февраля 1952               | 16 марта 1953           |

### Председатель КГБ при СМ БССР
| Имя                                         | Звание            | Дата назначения на должность | Дата снятия с должности |
| ------------------------------------------- | ----------------- | ---------------------------- | ----------------------- |
| Перепелицын, Александр Иванович (1913—1967) | Генерал-майор     | 6 апреля 1954                | 31 августа 1959         |
| Петров, Василий Иванович (1918—2003)        | Генерал-майор     | 13 октября 1959              | 10 августа 1970         |
| Петров, Василий Иванович (1918—2003)        | Генерал-лейтенант | 13 октября 1959              | 10 августа 1970         |
| Никулкин, Яков Прокопьевич (1913—1983)      | Генерал-майор     | 23 июня 1970                 | 4 августа 1980          |
| Никулкин, Яков Прокопьевич (1913—1983)      | Генерал-лейтенант | 23 июня 1970                 | 4 августа 1980          |

### Председатель КГБ БССР
| Имя                                     | Звание            | Дата назначения на должность | Дата снятия с должности |
| --------------------------------------- | ----------------- | ---------------------------- | ----------------------- |
| Балуев, Вениамин Георгиевич (1927—2006) | Генерал-майор     | 4 августа 1980               | 24 ноября 1990          |
| Балуев, Вениамин Георгиевич (1927—2006) | Генерал-лейтенант | 4 августа 1980               | 24 ноября 1990          |
| Ширковский, Эдуард Иванович (1932—2002) | Генерал-лейтенант | 16 ноября 1990               | сентябрь 1991           |

#### Первые заместители Председателя
| Имя                                        | Звание          | Дата назначения на должность | Дата снятия с должности |
| ------------------------------------------ | --------------- | ---------------------------- | ----------------------- |
| Масленников, Иван Иванович (1900—1954)     | комбриг         | 21 января 1939               | 28 февраля 1939         |
| Иващенко, Илларион Никифорович (1901—1977) | подполковник ГБ | 21 декабря 1943              | 6 апреля 1948           |
| Иващенко, Илларион Никифорович (1901—1977) | полковник ГБ    | 21 декабря 1943              | 6 апреля 1948           |
| Иващенко, Илларион Никифорович (1901—1977) | полковник       | 21 декабря 1943              | 6 апреля 1948           |
| Дечко, Михаил Федорович (1912—1987)        | полковник       | 15 июня 1954                 | 29 июля 1958            |
| Лысаковский, Иван Леопольдович (р. 1921)   | Генерал-майор   | 1976                         | 1979                    |
| Буевич, Валентин Владимирович (1931—2005)  | Генерал-майор   | 1979                         | 1980                    |
| Гостевский, Леонид Иванович (1923—2004)    | Генерал-майор   | 1980                         | 1 июня 1988             |
| Ширковский, Эдуард Иванович (1932—2002)    | Генерал-майор   | 1988                         | 16 ноября 1990          |
| Шкурдь, Геннадий Михайлович (1940—1999)    | Генерал-майор   | 1990                         | 1991                    |

#### Заместители Председателя
| Имя                                         | Звание               | Дата назначения на должность | Дата снятия с должности |
| ------------------------------------------- | -------------------- | ---------------------------- | ----------------------- |
| Залпетер, Анс Карлович (1899—1939)          | старший майор ГБ     | 31 июля 1934                 | 1 января 1935           |
| Шаров, Николай Давыдович (1897—1939)        | старший майор ГБ     | 31 июля 1934                 | 28 февраля 1935         |
| Каруцкий, Василий Абрамович (1900—1938)     | комиссар ГБ 3 ранга  | 16 декабря 1936              | 15 апреля 1937          |
| Хорхорин, Григорий Сергеевич (1900—1939)    | майор ГБ             | 15 августа 1937              | 1 октября 1937          |
| Жабрев, Иван Андреевич (1898—1939)          | майор ГБ             | 22 ноября 1937               | 26 февраля 1938         |
| Гладков, Петр Андреевич (1902—1984)         | старший лейтенант ГБ | 1 июня 1939                  | 2 ноября 1939           |
| Гладков, Петр Андреевич (1902—1984)         | капитан ГБ           | 1 июня 1939                  | 2 ноября 1939           |
| Гладков, Петр Андреевич (1902—1984)         | майор ГБ             | 13 мая 1940                  | 11 ноября 1940          |
| Решетников, Павел Михайлович (1905—19**)    | майор ГБ             | 1939                         | 1940                    |
| Духович, Сергей Григорьевич (1903—1970)     | майор ГБ             | 13 мая 1940                  | 15 марта 1941           |
| Духович, Сергей Григорьевич (1903—1970)     | майор ГБ             | 6 августа 1941               | 30 августа 1941         |
| Лабецкий, Александр Никитич (1906—1968)     | капитан ГБ           | 13 мая 1940                  | 15 марта 1941           |
| Мисюрев, Александр Петрович (1902—1966)     | полковник ГБ         | 15 марта                     | 19 декабря 1941         |
| Клименко, Афанасий Лукич (1903—1985)        | полковник ГБ         | 23 апреля 1948               | март 1953               |
| Тимошенко, Василий Карпович (1908—1970)     | полковник ГБ         | 31 января 1951               | 31 марта 1953           |
| Перепелицын, Александр Иванович (1913—1967) | полковник ГБ         | 6 апреля 1953                | 6 апреля 1954           |
| Дечко, Михаил Федорович (1912—1987)         | полковник ГБ         | 6 апреля 1953                | 9 июня 1953             |
| Дечко, Михаил Федорович (1912—1987)         | полковник ГБ         | 28 августа 1953              | 15 июня 1954            |
| Политико, Василий Тихонович (1910—1986)     | полковник ГБ         | 9 июня 1953                  | 7 августа 1953          |
| Холево, Семен Иванович (1912—1982)          | полковник ГБ         | 9 июня 1953                  | 27 марта 1958           |
| Стельмах, Иван Макарович (1912—1990)        | полковник ГБ         | 9 июня 1953                  | 28 августа 1953         |
| Воронович, Иван Григорьевич (1904—1972)     | полковник ГБ         | 9 июня                       | 28 августа 1953         |
| Денскевич, Михаил Ильич (1909—1980)         | полковник ГБ         | 26 июня 1954                 | июль 1959               |
| Смородинский, Степан Алексеевич (1916—1986) | полковник            | сентябрь 1958                | 17 января 1966          |
| Смородинский, Степан Алексеевич (1916—1986) | Генерал-майор        | сентябрь 1958                | 17 января 1966          |
| Аксёнов, Александр Никифорович (1924—2009)  | Генерал-майор        | 1959                         | 1960                    |
| Рудак, Аркадий Денисович (1911—1997)        | Генерал-майор        | 1960                         | 1971                    |
| Лысаковский, Иван Леопольдович (1921—2021)  | полковник            | 1966                         | 1976                    |
| Лысаковский, Иван Леопольдович (1921—2021)  | Генерал-майор        | 1966                         | 1976                    |
| Русак, Василий Павлович (1931—1987)         | Генерал-майор        | 1971                         | сентябрь 1987           |
| Шкурдь, Геннадий Михайлович (1940—1999)     | Генерал-майор        | 1987                         | 1990                    |
| Лавицкий, Геннадий Михайлович (1942—2013)   | Генерал-лейтенант    | 1988                         | 1991                    |

## Начальники областных управлений (1938—1954)
УНКВД — УМВД по Барановичской области (1939—1954)
| Имя                                     | Звание          | Дата назначения на должность | Дата снятия с должности |
| --------------------------------------- | --------------- | ---------------------------- | ----------------------- |
| Мисюрев Александр Петрович (1902—1966)  | полковник ГБ    | 2 ноября 1939                | 19 декабря 1940         |
| Крысанов, Прокофий Егорович (1901—1966) | капитан ГБ      | 19 декабря 1940              | август 1941             |
| Ефименко, Михаил Сергеевич (1907—1962)  | подполковник ГБ | декабрь 1943                 | 12 октября 1944         |
| Свиридов Александр Павлович (1900—1948) | полковник ГБ    | 12 октября 1944              | 23 января 1946          |
| Клименко, Афанасий Лукич (1903—1985)    | полковник ГБ    | 23 января 1946               | 23 апреля 1948          |
| Марат, Левадий Иванович (1902-19**)     | полковник ГБ    | 18 мая 1948                  | 9 августа 1950          |
| Ефименко, Михаил Сергеевич (1907—1962)  | полковник ГБ    | 9 августа 1950               | 12 января 1952          |
| Елисеев, Николай Иванович (1909—1986)   | полковник ГБ    | 23 февраля 1952              | 31 марта 1953           |
| Ильин, Виктор Владимирович (1912-19**)  | полковник ГБ    | 4 апреля 1953                | 9 июня 1953             |
| Дятлов, Иван Фёдорович (1914—1994)      | подполковник ГБ | 9 июня 1953                  | 5 августа 1953          |
| Ильин, Виктор Владимирович (1912-19**)  | полковник ГБ    | 5 августа 1953               | январь 1954             |

УНКВД — УМВД по Белостокской области (1939—1944)
| Имя                                         | Звание       | Дата назначения на должность | Дата снятия с должности |
| ------------------------------------------- | ------------ | ---------------------------- | ----------------------- |
| Гладков, Пётр Андреевич (1902—1984)         | капитан ГБ   | 2 ноября 1939                | 11 сентября 1940        |
| Гладков, Пётр Андреевич (1902—1984)         | майор ГБ     | 2 ноября 1939                | 11 сентября 1940        |
| Мисюрев, Александр Петрович (1902—1966)     | полковник ГБ | 19 декабря 1940              | 15 марта 1941           |
| Фукин, Константин Александрович (1900—1979) | капитан ГБ   | 15 марта 1941                | июль 1941               |
| Гредасов, Николай Сергеевич (1910—19**)     | капитан ГБ   | 8 августа 1944               | 7 октября 1944          |

УНКВД — УМВД Брестской области (1939—1954)
| Имя                                         | Звание          | Дата назначения на должность | Дата снятия с должности |
| ------------------------------------------- | --------------- | ---------------------------- | ----------------------- |
| Сергеев, Алексей Андреевич (1905—1978)      | капитан ГБ      | ноябрь 1939                  | 15 марта 1941           |
| Лабецкий, Александр Никитич (1906—1968)     | капитан ГБ      | 15 марта 1941                | 28 апреля 1941          |
| Овчинников, Василий Григорьевич (1901—1978) | капитан ГБ      | 28 апреля 1941               | июль 1941               |
| Овчинников, Василий Григорьевич (1901—1978) | капитан ГБ      | ноябрь 1943                  | июль 1944               |
| Радченко, Василий Васильевич (1902-19**)    | полковник ГБ    | июль 1944                    | 11 июня 1946            |
| Одинцов, Михаил Иванович (1904—1986)        | подполковник ГБ | 12 июня 1946                 | 31 марта 1953           |
| Одинцов, Михаил Иванович (1904—1986)        | полковник ГБ    | 12 июня 1946                 | 31 марта 1953           |
| Химченко, Андрей Дмитриевич (1905—1963)     | полковник ГБ    | 31 марта 1953                | 9 июня 1953             |
| Филон, Павел Александрович (1907-19**)      | полковник ГБ    | 9 июня 1953                  | 23 сентября 1953        |
| Химченко, Андрей Дмитриевич (1905—1963)     | полковник ГБ    | 23 сентября 1953             | 10 мая 1954             |

УНКВД — УМВД по Бобруйской области (1944—1954)
| Имя                                         | Звание          | Дата назначения на должность | Дата снятия с должности |
| ------------------------------------------- | --------------- | ---------------------------- | ----------------------- |
| Овчинников, Василий Григорьевич (1901—1978) | подполковник ГБ | октябрь 1944                 | 5 января 1946           |
| Пронин, Владимир Иванович (1904—1961)       | подполковник ГБ | 5 января 1946                | 31 марта 1953           |
| Пронин, Владимир Иванович (1904—1961)       | полковник ГБ    | 5 января 1946                | 31 марта 1953           |
| Зайцев, Николай Сергеевич (1898—1961)       | полковник ГБ    | 31 марта 1953                | 9 июня 1953             |
| Негеревич, Иван Акимович (1913—1960)        | подполковник ГБ | 9 июня 1953                  | 5 августа 1953          |
| Зайцев, Николай Сергеевич (1898—1961)       | полковник ГБ    | 6 августа 1953               | январь 1954             |

УНКВД — УМВД по Вилейской (Молодечненской) области (1939—1944)
| Имя                                          | Звание               | Дата назначения на должность | Дата снятия с должности |
| -------------------------------------------- | -------------------- | ---------------------------- | ----------------------- |
| Соколов, Алексей Иванович (1897—1942)        | капитан ГБ           | 2 ноября 1939                | 15 марта 1941           |
| Пронин, Владимир Иванович (1904—1961)        | старший лейтенант ГБ | 15 марта 1941                | август 1941             |
| Суворов, Геннадий Николаевич (19**-19**)     | капитан ГБ           | июль 1944                    | 12 октября 1944         |
| Семёнов, Леонид Сергеевич (1905—1984)        | подполковник ГБ      | 12 октября 1944              | 27 апреля 1948          |
| Семёнов, Леонид Сергеевич (1905—1984)        | полковник ГБ         | 12 октября 1944              | 27 апреля 1948          |
| Гранский, Алексей Константинович (1902-19**) | полковник ГБ         | 27 апреля 1948               | 31 марта 1953           |
| Денскевич, Михаил Ильич (1909—1980)          | полковник ГБ         | 31 марта 1953                | 28 апреля 1954          |

УНКВД — УМВД Витебской области (1938—1954)
| Имя                                     | Звание               | Дата назначения на должность | Дата снятия с должности |
| --------------------------------------- | -------------------- | ---------------------------- | ----------------------- |
| Викторов, Михаил Петрович (1897—1950)   | капитан ГБ           | и. о. 31 марта 1938          | 11 апреля 1938          |
| Каплан, Давид Яковлевич (1900-19**)     | капитан ГБ           | 11 апреля 1938               | 16 июня 1938            |
| Ряднов, Пётр Яковлевич (1902—1940)      | капитан ГБ           | 16 июня 1938                 | январь 1939             |
| Крысанов, Прокофий Егорович (1901—1963) | старший лейтенант ГБ | февраль 1939                 | 19 декабря 1940         |
| Крысанов, Прокофий Егорович (1901—1963) | капитан ГБ           | февраль 1939                 | 19 декабря 1940         |
| Пташкин, Иван Емельянович (1911—1941)   | капитан ГБ           | 19 декабря 1940              | 6 августа 1941          |
| Крысанов, Прокофий Егорович (1901—1963) | подполковник ГБ      | октябрь 1943                 | сентябрь 1944           |
| Гоголев, Виктор Иванович (1906—1962)    | подполковник ГБ      | сентябрь 1944                | 31 марта 1953           |
| Гоголев, Виктор Иванович (1906—1962)    | полковник ГБ         | сентябрь 1944                | 31 марта 1953           |
| Чесноков, Николай Петрович (1903—1980)  | полковник ГБ         | 31 марта 1953                | 9 июня 1953             |
| Иваньков, Фёдор Петрович (1911—1979)    | подполковник ГБ      | 9 июня 1953                  | 5 августа 1953          |
| Чесноков, Николай Петрович (1903—1980)  | полковник ГБ         | 5 августа 1953               | 10 мая 1954             |

УНКВД — УМВД Гомельской области (1938—1954)
| Имя                                      | Звание              | Дата назначения на должность | Дата снятия с должности |
| ---------------------------------------- | ------------------- | ---------------------------- | ----------------------- |
| Шлифенсон, Самуил Иосифович (1903—1939)  | лейтенант ГБ        | 11 апреля 1938               | ноябрь 1938             |
| Гусев, Дмитрий Степанович (1902-19**)    | капитан ГБ          | январь 1939                  | 15 марта 1941           |
| Клименко, Афанасий Лукич (1903—1985)     | капитан ГБ          | 15 марта 1941                | сентябрь 1941           |
| Клименко, Афанасий Лукич (1903—1985)     | подполковник ГБ     | октябрь 1943                 | 23 января 1946          |
| Клименко, Афанасий Лукич (1903—1985)     | полковник ГБ        | октябрь 1943                 | 23 января 1946          |
| Соколов, Степан Григорьевич (р. 1913)    | комиссар ГБ 3 ранга | 23 января 1946               | 12 января 1948          |
| Гредасов, Николай Сергеевич (1910—19**)  | полковник ГБ        | 14 февраля 1948              | 28 октября 1950         |
| Тильчук, Михаил Иванович (1910—19**)     | майор ГБ            | 20 декабря 1950              | 31 марта 1953           |
| Забабуров, Владимир Иванович (1913—1989) | майор ГБ            | 31 марта 1953                | 9 июня 1953             |
| Рутковский, Борис Иванович (1903—1988)   | полковник ГБ        | 9 июня 1953                  | 7 октября 1953          |
| Стельмах, Иван Макарович (1912—1990)     | полковник ГБ        | 7 октября 1953               | 8 сентября 1959         |

УНКВД — УМВД Гродненской области (1944—1954)
| Имя                                      | Звание       | Дата назначения на должность | Дата снятия с должности |
| ---------------------------------------- | ------------ | ---------------------------- | ----------------------- |
| Политико, Василий Тихонович (1910—1986)  | полковник ГБ | 12 октября 1944              | 11 декабря 1947         |
| Фролов, Алексей Фёдорович (1907—19**)    | полковник ГБ | 11 декабря 1947              | 10 января 1951          |
| Сотский, Павел Станиславович (1905—1983) | полковник ГБ | 10 января 1951               | 31 марта 1953           |

УНКВД — УМВД Минской области (1938—1954)
| Имя                                       | Звание          | Дата назначения на должность | Дата снятия с должности |
| ----------------------------------------- | --------------- | ---------------------------- | ----------------------- |
| Пташкин, Иван Емельянович (1911—1941)     | капитан ГБ      | 22 июня 1939                 | 19 декабря 1940         |
| Тур, Василий Петрович (1907—1978)         | капитан ГБ      | 12 февраля 1941              | 15 марта 1941           |
| Двинянинов, Василий Андреевич (1900—1966) | капитан ГБ      | 15 марта 1941                | июль 1941               |
| Строкин, Павел Алексеевич (1904—1969)     | полковник ГБ    | июнь 1944                    | февраль 1945            |
| Крысанов, Прокофий Егорович (1901—1963)   | подполковник ГБ | февраль 1945                 | 31 марта 1953           |
| Крысанов, Прокофий Егорович (1901—1963)   | полковник ГБ    | февраль 1945                 | 31 марта 1953           |
| Сухарев, Петр Федорович (1904-19**)       | полковник ГБ    | 31 марта 1953                | 9 июня 1953             |
| Недосеков, Иван Васильевич (1900—1900)    | майор ГБ        | 9 июня 1953                  | 5 августа 1953          |
| Сухарев, Петр Федорович (1904-19**)       | полковник ГБ    | 5 августа 1953               | 15 мая 1954             |

УНКВД — УМВД Могилевской области (1938—1954)
| Имя                                       | Звание               | Дата назначения на должность | Дата снятия с должности |
| ----------------------------------------- | -------------------- | ---------------------------- | ----------------------- |
| Ягодкин, Василий Михайлович (1897-19**)   | старший лейтенант ГБ | 11 апреля 1938               | 20 января 1939          |
| Пилипенко, Яков Иванович (1903-19**)      | капитан ГБ           | 21 января 1939               | август 1941             |
| Гредасов, Николай Сергеевич (1910-19**)   | подполковник ГБ      | октябрь 1943                 | апрель 1945             |
| Петров, Александр Степанович (19**-19**)  | подполковник ГБ      | 15 август 1945               | 31 марта 1953           |
| Почтенный, Кузьма Григорьевич (1903—1955) | полковник ГБ         | 31 марта 1953                | 9 июня 1953             |
| Ермолаев, Яков Филиппович (1903—1989)     | полковник ГБ         | 9 июня 1953                  | 28 августа 1953         |
| Почтенный, Кузьма Григорьевич (1903—1955) | полковник ГБ         | 28 августа 1953              | 12 апреля 1954          |

УНКВД — УМВД по Пинской области (1939—1954)
| Имя                                         | Звание               | Дата назначения на должность | Дата снятия с должности |
| ------------------------------------------- | -------------------- | ---------------------------- | ----------------------- |
| Духович, Сергей Григорьевич (1903—1970)     | капитан ГБ           | 2 ноября 1939                | 13 мая 1940             |
| Мурашкин, Иван Павлович (1905—1979)         | капитан ГБ           | 13 мая 1940                  | 15 марта 1941           |
| Одинцов, Михаил Иванович (1904—1986)        | лейтенант ГБ         | 15 марта 1941                | октябрь 1941            |
| Одинцов, Михаил Иванович (1904—1986)        | старший лейтенант ГБ | 15 марта 1941                | октябрь 1941            |
| Одинцов, Михаил Иванович (1904—1986)        | майор ГБ             | июнь 1944                    | 12 июня 1946            |
| Одинцов, Михаил Иванович (1904—1986)        | подполковник ГБ      | июнь 1944                    | 12 июня 1946            |
| Кузин, Павел Григорьевич (1906—1986)        | полковник ГБ         | 12 июня 1946                 | 31 марта 1953           |
| Оленичев, Алексей Владимирович (1905—1963)  | полковник ГБ         | 31 марта 1953                | 9 июнь 1953             |
| Золотаренко, Александр Иванович (1916—1979) | подполковник ГБ      | 9 июнь 1953                  | 5 августа 1953          |
| Оленичев, Алексей Владимирович (1905—1963)  | полковник ГБ         | 5 августа 1953               | январь 1954             |

УНКВД — УМВД по Полесской области (1938—1954)
| Имя                                        | Звание               | Дата назначения на должность | Дата снятия с должности |
| ------------------------------------------ | -------------------- | ---------------------------- | ----------------------- |
| Гусев, Фёдор Иванович (1898—1955)          | старший лейтенант ГБ | 11 апреля 1938               | 20 мая 1938             |
| Кауфман, Залман Исаакович (1900-19**)      | лейтенант ГБ         | 20 мая 1938                  | январь 1939             |
| Тупицын, Михаил Николаевич (1906—1993)     | капитан ГБ           | апрель 1939                  | февраль 1940            |
| Строкин, Павел Алексеевич (1904—1969)      | капитан ГБ           | 22 апреля 1940               | 7 августа 1941          |
| Иващенко, Илларион Никифорович (1901—1977) | капитан ГБ           | 7 августа 1941               | 20 декабря 1941         |
| Строкин, Павел Алексеевич (1904—1969)      | подполковник ГБ      | октябрь 1943                 | июнь 1944               |
| Строкин, Павел Алексеевич (1904—1969)      | полковник ГБ         | октябрь 1943                 | июнь 1944               |
| Марат, Левадий Иванович (1902-19**)        | полковник ГБ         | июль 1944                    | 18 мая 1948             |
| Ермолаев, Яков Филиппович (1903—1989)      | подполковник ГБ      | 10 сентября 1948             | 31 января 1951          |
| Ермолаев, Яков Филиппович (1903—1989)      | полковник ГБ         | 10 сентября 1948             | 31 января 1951          |
| Ролич, Григорий Алексеевич (1907—1974)     | полковник ГБ         | 31 января 1951               | 31 марта 1953           |
| Тимошенко, Василий Карпович (1908—1970)    | полковник ГБ         | 31 марта 1953                | 9 июня 1953             |
| Ролич, Григорий Алексеевич (1907—1974)     | полковник ГБ         | 9 июня 1953                  | 5 августа 1953          |
| Тимошенко, Василий Карпович (1908—1970)    | полковник ГБ         | 5 августа 1953               | январь 1954             |

УНКВД — УМВД по Полоцкой области (1944—1954)
| Имя                                        | Звание          | Дата назначения на должность | Дата снятия с должности |
| ------------------------------------------ | --------------- | ---------------------------- | ----------------------- |
| Суворов, Геннадий Николаевич (19**-19**)   | капитан ГБ      | октябрь 1944                 | 20 июля 1945            |
| Ефименко, Михаил Сергеевич (1907—1962)     | полковник ГБ    | 20 июля 1945                 | 24 июля 1948            |
| Пономаренко, Григорий Иванович (19**-19**) | полковник ГБ    | 24 июля 1948                 | 31 марта 1953           |
| Воронович, Иван Григорьевич (1904—1972)    | полковник ГБ    | 31 марта 1953                | 9 июня 1953             |
| Осипович, Павел Константинович (1909—1965) | подполковник ГБ | 9 июня 1953                  | 28 августа 1953         |
| Воронович, Иван Григорьевич (1904—1972)    | полковник ГБ    | 28 августа 1953              | январь 1954             |

## Начальники областных управлений (1954—1991)
Управление по Брестской области
| Имя                                      | Звание        | Дата назначения на должность | Дата снятия с должности |
| ---------------------------------------- | ------------- | ---------------------------- | ----------------------- |
| Химченко, Андрей Дмитриевич (1905—1963)  | полковник     | 10 мая 1954                  | 5 марта 1957            |
| Лорин, Иван Петрович (19**-19**)         | полковник     | 5 марта 1957                 | 1960                    |
| Сазанов, Сергей Георгиевич (1918-19**)   | генерал-майор | 1960                         | 16 июля 1968            |
| Митин, Сергей Алексеевич (19**-19**)     | генерал-майор | 16 июля 1968                 | 13 января 1975          |
| Гостевский, Леонид Иванович (1923-19**)  | генерал-майор | 13 января 1975               | 1980                    |
| Черныш, Владимир Григорьевич (19**-19**) | полковник     | 1980                         | сентябрь 1991           |
| Черныш, Владимир Григорьевич (19**-19**) | генерал-майор | 1980                         | сентябрь 1991           |

Управление по Витебской области
| Имя                                     | Звание        | Дата назначения на должность | Дата снятия с должности |
| --------------------------------------- | ------------- | ---------------------------- | ----------------------- |
| Чесноков, Николай Петрович (1903—1980)  | полковник     | 10 мая 1954                  | 16 июля 1955            |
| Сенько, Ефрем Степанович (19**-19**)    |               | 16 июля 1955                 | 1967                    |
| Ириков, Лев Николаевич (19**-19**)      |               | 1967                         | 1971                    |
| Гостевский, Леонид Иванович (1923-19**) |               | 1971                         | 13 января 1975          |
| Кузьмин, Владимир Фролович (19**-19**)  | генерал-майор | 13 января 1975               | 1986                    |
| Ширковский, Эдуард Иванович (1932—2002) | генерал-майор | 1986                         | 1988                    |
| Леонов, Анатолий Кириллович (19**-19**) | генерал-майор | 1988                         | сентябрь 1991           |

Управление по Гомельской области
| Имя                                         | Звание        | Дата назначения на должность | Дата снятия с должности |
| ------------------------------------------- | ------------- | ---------------------------- | ----------------------- |
| Дятлов, Иван Федорович (1914—1994)          | полковник     | 10 мая 1954                  | декабрь 1957            |
| Золоторенко, Александр Иванович (1916—1979) | полковник     | декабрь 1957                 | июль 1962               |
| Митин, Сергей Алексеевич (19**-19**)        | полковник     | 1962                         | 1968                    |
| Тарасов, Николай Павлович (19**-19**)       | полковник     |                              |                         |
| Козырь, Владимир Герасимович (1920-19**)    | полковник     | 1969                         | 1975                    |
| Гудень, Николай Петрович (р. 1928)          | полковник     | 1975                         | декабрь 1990            |
| Гудень, Николай Петрович (р. 1928)          | генерал-майор | 1975                         | декабрь 1990            |
| Минько, Иван Яковлевич (19**-19**)          | генерал-майор | декабрь 1990                 | сентябрь 1991           |

Управление по Гродненской области
| Имя                                       | Звание        | Дата назначения на должность | Дата снятия с должности |
| ----------------------------------------- | ------------- | ---------------------------- | ----------------------- |
| Сотский, Павел Станиславович (1905—1983)  | полковник     | 12 июля 1954                 | январь 1958             |
| Иванов, Алексей Васильевич (19**-19**)    | полковник     | 1958                         | 1961                    |
| Кузнецов, Куприян Степанович (19**-19**)  | полковник     | 1961                         | 1973                    |
| Зацепин, Иван Антонович (19**-19**)       | полковник     | 1973                         | 1977                    |
| Чехлов, Владимир Иванович (19**-19**)     | генерал-майор | 1977                         | 1990                    |
| Степаненко, Леонид Дмитриевич (1945—2023) | генерал-майор | 1990                         | сентябрь 1991           |

Управление по Минской области
| Имя | Звание        | Дата назначения на должность | Дата снятия с должности |
| --- | ------------- | ---------------------------- | ----------------------- |
| Груздев, Константин Александрович (1916—1999) | полковник     | 1954                         | 27 декабря 1956         |
| Зимин, Григорий Козьмич (1905—1989) | полковник     | 27 декабря 1956              | август 1960             |
| Нордман, Эдуард Болеславович (1922—2006) | подполковник  | 1961                         | 1963                    |
| В 1963 г. УКГБ по Минской области КГБ БССР было расформировано, его функции были переданы 2-му Управлению КГБ при СМ БССР. В 1974 г. восстановлено. |               |                              |                         |
| Валько, Иван Иосифович (19**-19**) | генерал-майор | 1974                         | 1985                    |
| Коваленко, Геннадий Яковлевич (19**-19**) | генерал-майор | 1985                         | 1991                    |

Управление по Могилевской области
| Имя                                         | Звание        | Дата назначения на должность | Дата снятия с должности |
| ------------------------------------------- | ------------- | ---------------------------- | ----------------------- |
| Золоторенко, Александр Иванович (1916—1979) | полковник     | 19 мая 1954                  | декабрь 1956            |
| Кузнецов, Куприян Степанович (19**-19**)    | полковник     | январь 1957                  | 1962                    |
| Иванов, Алексей Васильевич (19**-19**)      | полковник     | 1962                         | 1965                    |
| Иванов, Николай Федорович (19**-19**)       | генерал-майор | 1965                         | 1966                    |
| Демидов, Владимир Петрович (19**-19**)      | генерал-майор | 1966                         | 1976                    |
| Кононович, Константин Семёнович (19**-19**) | генерал-майор | 1976                         | декабрь 1990            |
| Арцыков, Валерий Дмитриевич (1941—2012)     | генерал-майор | декабрь 1990                 | сентябрь 1991           |

Управление по Молодечненской области
| Имя                                     | Звание    | Дата назначения на должность | Дата снятия с должности |
| --------------------------------------- | --------- | ---------------------------- | ----------------------- |
| Денскевич, Михаил Ильич (1909—1980)     | полковник | май 1954                     | 26 июня 1954            |
| Филон, Павел Александрович (1907-19**)  | полковник | 30 августа 1954              | 31 мая 1957             |
| Политико, Василий Тихонович (1910—1986) | полковник | 31 мая 1957                  | 1960                    |

В 1960 году в связи с упразднением Молодечненской области, УКГБ по Молодечненской области КГБ БССР было расформировано.